# Yasuyuki Kishino
Yasuyuki Kishino (født 13. juni 1958) er en tidligere japansk fodboldspiller og træner.
Han har spillet for flere forskellige klubber i sin karriere, herunder Mitsubishi Motors og Yomiuri.
Han har tidligere trænet Verdy Kawasaki, Sagan Tosu, Yokohama FC og Kataller Toyama.